# Schloss Bran
Das Schloss Bran (rumänisch Castelul Bran), deutsch Schloss Törzburg, ist ein mittelalterliches Schloss in Bran (Törzburg) bei Brașov (Kronstadt) in Siebenbürgen, Rumänien. Es weist eine entfernte Ähnlichkeit zum fiktiven Schloss des Grafen Dracula aus dem gleichnamigen Roman von Bram Stoker auf und wird deshalb auch als „Draculaschloss“ beworben.

## Geschichte

### Ordens- und Grenzburg
Das Schloss Bran befindet sich auf dem Felsen Dietrichstein, östlich des Piatra-Craiului-Gebirges (Königstein), an einer Passstraße zwischen Siebenbürgen und der Walachei – dem Drum național 73 – etwa 30 Kilometer südwestlich von der Kreishauptstadt Kronstadt (Brașov) entfernt.
Im Jahr 1211 schenkte König Andreas II. von Ungarn dem Deutschen Orden das Burzenland, einschließlich das Recht (mehr dazu hier), dort Burgen zu bauen – erst aus Holz, später dann auch aus Stein. Der Orden errichtete daraufhin Burgen an fünf strategisch wichtigen Plätzen, von denen aber nur die Marienburg (rumänisch Cetatea Feldioara) zweifelsfrei identifiziert werden kann. Mehrere spätere Urkunden legen nahe, dass an der Stelle der Törzburg zur Zeit der Deutschritter eine andere, Dietrichstein genannte Burg stand, die nach einem Komtur Dietrich (lateinisch Theodericus) benannt war. Der Name dieser Burg ging dann auf den gesamten Felsen über, während sie selbst 1242 von den Mongolen zerstört worden sein soll.
Der Ort Törzburg wurde 1357 erstmals urkundlich erwähnt. Am 19. November 1377 gestattete der ungarische König Ludwig der Große den siebenbürgisch-sächsischen Bewohnern von Kronstadt, auf dem Dietrichstein am Berg Königstein eine Grenz- und Zollburg zu errichten, die nach ihrem Ort den Namen „Törzburg“ erhielt. Zu der Zeit machten die Kronstädter das Gebiet um die Burg urbar und wurden zum Dank dafür von Zollgebühren befreit und mit auch mit anderen Vorrechten bedacht, die die umliegenden sächsischen Dörfer des Burzenlandes nicht genossen.
Törzburg blieb bis 1427 unter ungarischer Herrschaft. Die Burg wurde 1436 erstmals von den Türken belagert. Im Jahr 1498 gelangte sie in den Besitz Kronstadts und überstand 1529 erfolgreich eine Belagerung durch walachische Truppen. Im Jahre 1593 zerstörte selbstentzündetes Schießpulver den Pulverturm. Zwei Jahre später zog der siebenbürgische Fürst Sigismund Báthory mit einer 40.000 Mann starken Armee durch den Ort Törzburg, um Michael dem Tapferen, dem Woiwoden der Walachei, gegen die Türken zu Hilfe zu kommen. Zu einer erneuten erfolglosen Belagerung der Törzburg kam es im Jahr 1600 durch Nicolae Pătrașcu, dem Sohn Michaels. 1612 wurde die Burg kampflos Fürst Gabriel Báthory übergeben und 1660 von General Mikes Mihaly erobert. 1789 wurde die Törzburg zum dritten Mal erfolglos durch ein 5000 Mann starkes türkisches Heer belagert. Im 19. Jahrhundert nahm die Bedeutung des Wehrensembles ab.
Wohl auch in Anspielung auf die jedes Mal tapfere Verteidigung bei den zahlreichen Eroberungsversuchen der Burg prangt über dem Eingangstor bis heute folgender Wahlspruch, der mit einem berühmten lateinischen Satz des Horaz endet (deutsch: „Süß und wert ist es, für das Vaterland zu sterben.“):
Wenn ihm der Vogel hat gemacht
Ein Nest, darin sein Eyer bracht,
So fleugt er nicht aus Furcht darvon
Und tut kein andern sitzen laßen
Auf seine Eyer in dem Nest,
Sondern sich drauff erwürgen leßt.
DVLCE ET DECORVM EST PRO PATRIA MORI

### Residenz- und Museumsschloss
Nach dem Anschluss Siebenbürgens an Rumänien schenkte die Stadt Kronstadt das Schloss am 1. Dezember 1920 Königin Maria, der Gattin König Ferdinands I. Die Königin ließ es anschließend umbauen und restaurieren. Die kleine Scheune am Fuße des Schlosses ließ die Königin vom tschechischen Architekten Karel Liman zum Teehaus (Casa de ceai) umgestalten, und 1925 wurde in der Nachbarschaft ein See und eine Grünanlage nach den Plänen des deutschen Architekten Friedrich Rebhuhn angelegt. Die Königin machte das Schloss zu ihrem Hauptwohnsitz und zur Residenz der königlichen Familie. Nach dem Tod der Königin erbte im Jahr 1938 ihre Tochter Prinzessin Ileana, die mit Anton von Habsburg-Lothringen verheiratet war, das Schloss. Auf diese Weise ging es in den Besitz der Habsburger-Familiendynastie über.
Nach dem Zweiten Weltkrieg und dem Sturz der Monarchie wurde Schloss Bran zum Staatseigentum erklärt. Unter dem kommunistischen Diktator Nicolae Ceaușescu wurde es zur Touristenattraktion ausgebaut, die bis heute jährlich rund 560.000 Besucher anzieht. Schloss Bran wird den Touristen als Draculaschloss präsentiert, obwohl es dessen Beschreibung aus Bram Stokers Roman Dracula nur ganz entfernt ähnelt. Des Weiteren wird als letzter realer Bezugspunkt im Roman der Borgo-Pass (Tihuța-Pass) erwähnt, von wo Jonathan Harker mit der Kutsche des Grafen Dracula abgeholt wird. Der Borgo-Pass liegt (Luftlinie) 190 km nördlich von Schloss Bran. Das historische Vorbild der Romanfigur, der walachische Fürst Vlad III. Drăculea, hat das Schloss wahrscheinlich nie betreten, zumal es zur Stadt Kronstadt gehörte, die ihm feindlich gesonnen war.
Am 26. Mai 2006 erfolgte die Rückgabe des Schlosses an die überlebenden Nachkommen von Prinzessin Ileana und Anton von Habsburg-Lothringen. Die bis dahin im Schloss ausgestellten Exponate ließ das rumänische Kulturministerium in einem neuen Museum im benachbarten Zollhaus an der ehemaligen Grenze zwischen Österreich-Ungarn und Rumänien ausstellen.
Dominic von Habsburg, der Älteste der Erben, lebte damals bereits in den USA und bot die Törzburg für 80 Millionen US-Dollar dem rumänischen Staat an, der jedoch das Angebot ausschlug. Infolgedessen befindet sich das Schloss weiterhin im Besitz der Familie von Habsburg mit Dominic von Habsburg als Schlossherr. 

## Heutige Nutzung
Die Törzburg hat 57 Zimmer. Unter der Ägide von Dominic von Habsburg wurde in diesen Räumlichkeiten ein Museum eingerichtet, welches am 1. Juni 2009 eröffnet wurde. Dort sind Objekte und Möbel aus dem Besitz des Adelshauses ausgestellt, darunter eine Krone, ein Zepter und ein Silberdolch von König Ferdinand.
Unter den Besonderheiten befindet sich auch eine ehemals geheime Treppe, die den ersten und dritten Stock miteinander verbindet. Der Zugang befindet sich versteckt hinter einem Kamin. Über die frühere Funktion des Geheimgangs ist nichts Konkretes bekannt; er wurde erst bei den Renovierungsarbeiten in den 1920er Jahren zufällig wiederentdeckt.
Ein weiterer Museumsteil ist den Legenden und Mythen um Vampire und insbesondere Graf Vlad Dracula gewidmet; auch eine eingerichtete Folterkammer kann besichtigt werden.

### Zeittunnel
Um das Museum zeitgemäß und attraktiv zu gestalten, wurden auch neue Wege eingeschlagen. Hierbei wurden Pläne aus den 1930er Jahren aufgegriffen und in moderner Form aus- und umgestaltet:
Beim Bau der Burg im 14. Jahrhundert war ein Brunnenschacht in den Felsen getrieben worden. Als Königin Maria das Schloss übernahm, ließ sie einen horizontalen Tunnel von der Parkanlage am Fuß des Felsens zu dem Brunnenschacht graben, damit man über einen elektrischen Aufzug ohne große Anstrengung vom Park in die Burg gelangen konnte. Tunnel und Brunnenschacht gerieten nach der Übernahme durch die Kommunisten 1948 in Vergessenheit. Als das Schloss wieder an die Habsburger fiel, ließ Dominic von Habsburg den Tunnel wesentlich vergrößern und einen modernen Aufzug im ehemaligen Brunnenschacht installieren. Zahlreiche Multimedia-Elemente sorgen heute dafür, dass man heute in Tunnel und Aufzug eine Art Zeitreise durch die Geschichte der Burg erleben kann.

### Gastgewerbe
Das Schloss verfügt über ein Restaurant, und im Schlossturm wird ein Luxusappartement für Übernachtungen vermietet.

## Nationale Bedeutung
Schloss Bran gilt als eine der bedeutendsten Touristenattraktionen Rumäniens und nationales Monument. Selbstverständlich stehen das Schloss und seine Umgebung unter Denkmalschutz. Hierzu zählen auch das „Teehaus“ der Königin (Casa de Ceai), sowie das dazugehörige Freilichtmuseum (Secția Etnografică Bran) und das ehemalige Zollhaus.

## Die Törzburg als Modellbausatz
Der deutsche Hersteller von Modelleisenbahnzubehör Faller bot zu seinem 75. Firmenjubiläum im Jahr 2021 einen auf weltweit 2000 Exemplare limitierten Bausatz der Törzburg im Maßstab 1:87 (Nenngröße H0) an. Es war dies einer der größten jemals von dem Unternehmen herausgegebenen Modellbausätze.